# Balačka
Balačka (ukrajinski: балачка) mješavina je ukrajinskog i ruskog jezika kojom govore uglavnom etnički Ukrajinci i Kubanski kozaci, njih preko 2,5 milijuna, koji žive u zapadnoj Rusiji. Sličan primjer je suržik u istočnoj Ukrajini.